# 91214 Diclemente
91214 Diclemente è un asteroide della fascia principale. Scoperto nel 1998, presenta un'orbita caratterizzata da un semiasse maggiore pari a 2,1808709 UA e da un'eccentricità di 0,0702162, inclinata di 2,71060° rispetto all'eclittica.
L'asteroide è dedicato all'astronomo amatoriale italiano Aldo Di Clemente.